# Mohamed Salah Ayari
Pour les articles homonymes, voir Ayari.
Mohamed Salah Ayari (arabe : محمد صالح العياري), né le 16 avril 1915 à Makthar et décédé le 25 juillet 2009 à Tunis[source insuffisante], est un magistrat et homme politique tunisien.
En 1940, il est nommé juge d'instruction à Gabès, Sfax puis Sidi Bouzid. Il y est nommé juge cantonal avant d’être muté au Kef puis Tunis, où il est nommé premier président de la cour d’appel en 1972.
Ministre de la Justice en 1986, il est reconduit après le coup d'État du 7 novembre 1987 et promu ministre d'État.